# XAI (bedrijf)
X.AI Corp., handelend onder de naam xAI, is een Amerikaans bedrijf, eigenaar van de sociaalnetwerksite X en actief op het gebied van kunstmatige intelligentie (AI). Het bedrijf werd in maart 2023 opgericht door Elon Musk en heeft als doel “de ware aard van het universum te begrijpen”.

## Geschiedenis
In 2015 was Musk medeoprichter van het non-profit AI-onderzoeksbedrijf OpenAI, waarin hij toegezegd zou hebben 1 miljard dollar te investeren. In 2018 stapte hij echter uit het bestuur na een mislukte poging om het management over te nemen, naar aanleiding van een meningsverschil over AI-veiligheid.
Het bedrijf werd formeel opgericht door Musk in de Amerikaanse staat Nevada op 9 maart 2023, en heeft sindsdien zijn hoofdkantoor in de San Francisco Bay Area in Californië. 
In maart 2025 nam xAI X Corp en daarmee de socialenetwerksite X over.

## Producten
Een van de onmiddellijke doelstellingen is het creëren van kunstmatige intelligentie die in staat is tot geavanceerd wiskundig redeneren, iets wat niet gevonden wordt in de huidige modellen.
Op 4 november 2023 onthulde xAI Grok, een AI-chatbot die is geïntegreerd met sociaalnetwerksite X. Grok is ondertussen ook beschikbaar via grok.com en is verkrijgbaar via de App Store en Google Play Store.